# Hirasa lentiginosaria
Hirasa lentiginosaria là một loài bướm đêm trong họ Geometridae.